# He Cuilian

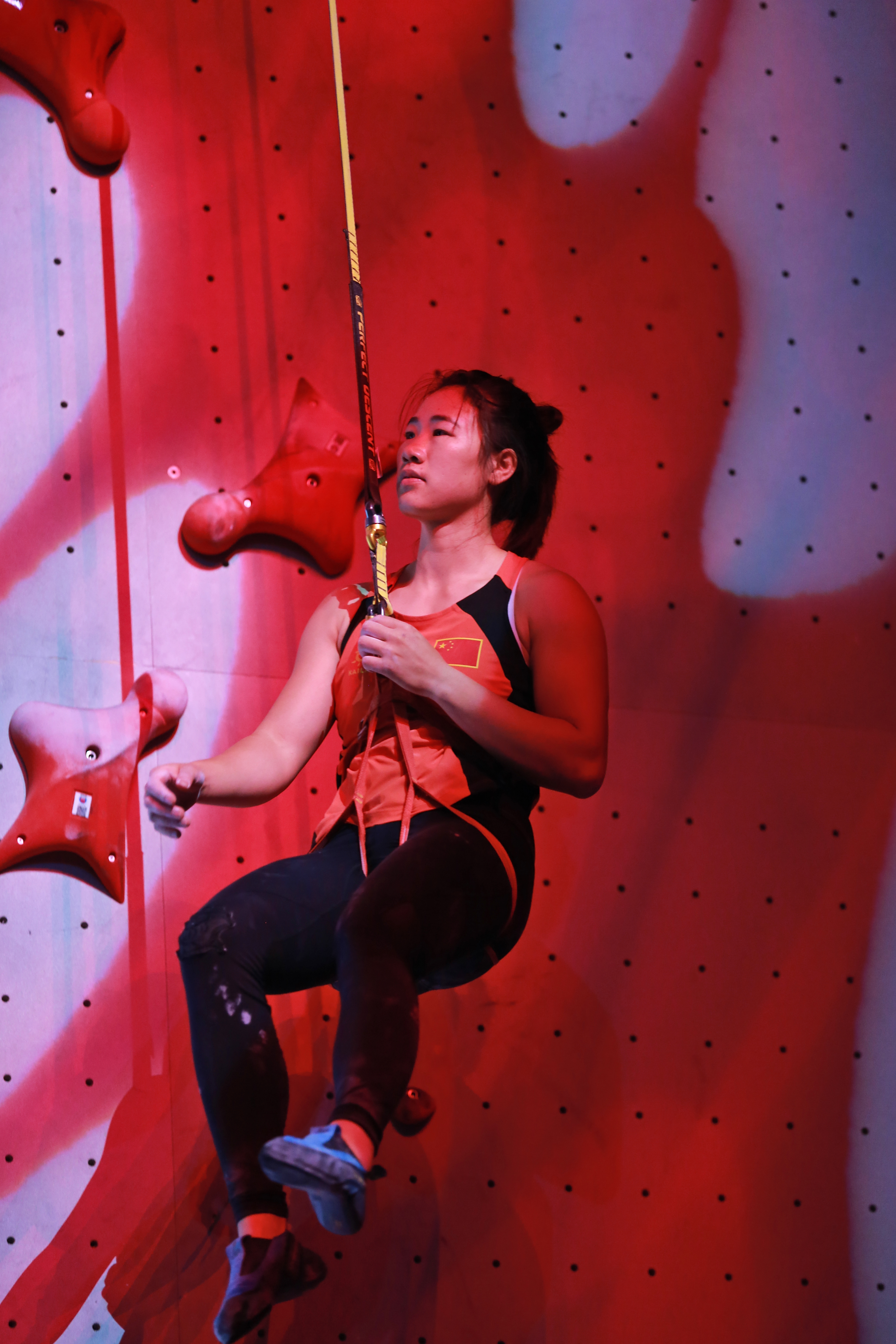
MŚ 2018 Innsbruck. He Cuilian po walce w ⅛ duelu z Aleksandrą Mirosław.

He Cuilian (chiń. 何翠蓮; ur. 25 grudnia 1991 w Pekinie) – chińska wspinaczka sportowa specjalizująca się we wspinaczce na szybkość. Podwójna mistrzyni świata we wspinaczce na szybkość z Xining z 2009 roku na ścianie wspinaczkowej 10-metrowej oraz na standardowej (15 m).

## Kariera sportowa
Dwukrotna złota medalistka sportowa z 2009 roku z Xining we wspinaczce na szybkość na ścianie standardowej (15 m) oraz 10 m. Zwyciężyła w zawodach World Games w Kaohsiung we wspinaczce na szybkość w 2009 roku, a we Wrocławiu w 2017 zajęła 9. miejsce.
Dwukrotna złota medalistka we wspinaczce sportowej na plażowych igrzyskach azjatyckich w zawodach sztafetowych z 2012 oraz z 2014 roku we wspinaczce na szybkość, a także w 2012 zdobyła indywidualnie srebrny medal na szybkość. W 2018 roku na igrzyska azjatyckich w Dżakarcie wywalczyła dwa brązowe medale we wspinaczce sportowej w konkurencji na szybkość indywidualnie oraz w sztafecie. Wielokrotna medalistka Mistrzostw Azji, mistrzyni z 2010, 2016.
Uczestniczka, medalistka prestiżowego festiwalu wspinaczkowego Rock Master, który corocznie odbywa się na słynnych ścianach wspinaczkowych w Arco, gdzie była zapraszana przez organizatora zawodów. W 2010 na tych zawodach wspinaczkowych zdobyła złoty medal w konkurencji na szybkość.

## Osiągnięcia

### Mistrzostwa świata
| Konkurencje             | 2009 | 2011           | 2012 | 2016 | 2018 |
| Wsp. na szybkość h=15 m | 1    | 4              | 18   | 17   | 14   |
| Wsp. na szybkość h=10 m | 1    | nie rozgrywano |      |      |      |

### World Games
| Konkurencje      | 2009 | 2017 |
| Wsp. na szybkość | 1    | 9    |

### Igrzyska azjatyckie
| Konkurencje          | 2018 |
| Wsp. na szybkość     | 3    |
| Sztafeta na szybkość | 3    |

### Plażowe igrzyska azjatyckie
| Konkurencje          | 2012 | 2014 |
| Wsp. na szybkość     | 2    | 5    |
| Sztafeta na szybkość | 1    | 1    |

### Mistrzostwa Azji
| Konkurencje            | 2007 | 2008 | 2010 | 2013 | 2015 | 2016 | 2017 |
| Prowadzenie            | 25   | 25   | —    | —    | —    | —    | —    |
| Wspinaczka na szybkość | 7    | 2    | 1    | 5    | 6    | 1    | 10   |
| Sztafeta na szybkość   | —    | —    | —    | —    | 2    | —    | —    |

### Rock Master
| Konkurencje      | 2010 |
| Wsp. na szybkość | 1    |